# Luis Marín Sabater
Pour les articles homonymes, voir Luis Marín, Marín et Sabater.
Luis Marín Sabater est un footballeur espagnol né le 4 septembre 1906 à Ordizia et mort le 21 décembre 1974 au Guipuscoa. Il évoluait au poste d'attaquant.

## Biographie
Il joue dans trois clubs durant sa carrière : l'Atlético Madrid, le Real Madrid et Grenade.
Il fait partie de l'équipe d'Espagne qui participe à la coupe du monde 1934, mais n'y joue aucun match.

## Carrière
- 1928-1936 :  Atlético Madrid
- 1939-1941 :  Real Madrid
- 1941-1945 :  Granada CF[1]

## Palmarès
- Finaliste de la Coupe d'Espagne en 1940 avec le Real Madrid